# Julien Arnaud
Pour les articles homonymes, voir Arnaud.
Julien Arnaud, né le 11 février 1974 à Bourg-la-Reine (Hauts-de-Seine), est un journaliste et animateur de télévision français.
Après avoir fait ses armes pendant neuf ans à LCI, il devient joker à la présentation des journaux du week-end de TF1 durant l'été 2006, puis de nouveau de 2008 à 2012. De 2012 à 2024, il est le joker à la présentation du journal de 20 heures de TF1 en semaine. D'août 2021 jusqu'en 2024 il présente le 12h/15h avec Claire Fournier sur LCI du lundi au vendredi. À partir de septembre 2024, il présente Télématin sur France 2, en semaine, avec Flavie Flament.

## Biographie

### Enfance et formation
Originaire de Conflans-Sainte-Honorine, Julien Arnaud suit les cours de l'Institut pratique de journalisme de Paris de 1995 à 1997, d'où il sort diplômé. Il débute comme stagiaire notamment auprès du Télégramme de Brest et du Parisien.

### Carrière
En 1997, il débute sur la chaîne d'information en continu LCI comme rédacteur-commentateur au service économie puis aux informations générales. En 1999, il commence à présenter les journaux télévisés du matin, du soir et des émissions spéciales. Il assure également des remplacements à la matinale et dans les débats Ferry - Julliard et 100% politique,.
En septembre 2005, il obtient sa propre émission en coprésentant LCI matin week-end' aux côtés de Marianne Kottenhoff. Parallèlement, de 2005 à 2006, il travaille pour l'hebdomadaire VSD.
Durant l'été 2006, il assure le remplacement de Claire Chazal au journal télévisé du week-end de TF1, avant qu'Anne-Sophie Lapix ne reprenne ce poste de joker.
À la rentrée, il anime du lundi au jeudi de 11 h à 12 h sur LCI l'émission de débat Question d'actu. À partir de septembre 2008, son émission est rebaptisée Questions d'actu (au pluriel) et désormais diffusée de 19 h à 20 h.
En juin 2008, au départ d'Anne-Sophie Lapix pour Canal+, il devient le joker permanent de Claire Chazal.
De novembre 2008 à décembre 2009, il co-anime, avec Sandrine Quétier, 10 h le mag, la nouvelle émission matinale de TF1, accompagnés des chroniqueuses et chroniqueurs Sophie Brafman, Matthieu Delormeau, Laurent Mariotte et Émilie Mazoyer. L'émission est déprogrammée en raisons d'audiences insuffisantes.
À la rentrée 2010, il présente La Médiasphère, une nouvelle émission sur les médias diffusée le vendredi à 17 h 10 sur LCI, ainsi qu'une interview quotidienne du lundi au jeudi à 11 h 30 sur la même chaîne. À partir d'octobre, il anime également Près de chez vous, un magazine de société de TF1 qui est finalement annulé cinq mois plus tard, en mars 2011, faute d'audience.
En septembre 2011, il intègre la matinale de LCI et succède à Christophe Barbier pour l'interview d'une personnalité politique du lundi au vendredi. Il est remplacé par Audrey Crespo-Mara à partir de septembre 2012.
En juin 2012, il devient le joker de Gilles Bouleau, nouveau présentateur titulaire du journal de 20 heures de TF1 en semaine.
Le 9 novembre 2015, il succède à Romain Hussenot à la présentation de La Newsroom, la tranche de 19 h à 21 h en semaine sur LCI. Le 4 janvier 2016, cette tranche s'allonge d'une heure de 18 h à 21 h. Puis, en septembre 2016, il reprend la tranche du soir en semaine intitulée Le Grand Soir, qu'il co-présente de 20 h à 22 h avec Rebecca Fitoussi.
Durant la saison 2017-2018, il présente La République LCI avec Roselyne Bachelot du lundi au jeudi de 9 h à 11 h.
Le 10 janvier 2020, il remporte pour la sixième fois Le Grand Concours des animateurs, il détient le record de victoires.
De 2018 à 2021, il présente du lundi au jeudi en seconde partie de soirée sur LCI Le Grand Soir. Puis depuis 2021, il présente LCI Midi en début d'après-midi avec Claire Fournier.
Le week-end du 10 au 12 décembre 2021, Julien Arnaud remplace Anne-Claire Coudray positive à la Covid-19.
En l'absence de Marie-Sophie Lacarrau, il présente, en alternance avec Jacques Legros, le journal de 13 heures de TF1, de février à mai 2022.
Les 10 et 24 avril 2022, il présente les soirées spéciales Présidentielle 2022 avec Ruth Elkrief sur LCI.
À la rentrée 2024, il quitte le Groupe TF1 pour rejoindre France Télévisions et présenter Télématin, en semaine, avec Flavie Flament. En octobre 2024, il devient le présentateur joker du journal de 20 heures de France 2, remplaçant Anne-Sophie Lapix pendant ses absences.
Début juillet 2025, il quitte France Télévisions pour rejoindre BFM TV.

### Vie privée
Julien Arnaud est le père d'une fille, Valentine, née en 2007 et d'un garçon né en 2011.

## Filmographie
- 2011 : Beur sur la ville, film de Djamel Bensalah : un journaliste
- 2011 : Moi, Michel G., milliardaire, maître du monde, film de Stéphane Kazandjian : lui-même présentant le journal de 20 heures de TF1 et développant l'actualité de Michel Ganiant (François-Xavier Demaison)[23]
- 2014 : Le Grimoire d'Arkandias, film d'Alexandre Castagnetti et Julien Simonet : le présentateur du journal télé
- 2017 : La Mante, série télévisée sur TF1 : lui-même, présentant les journaux télévisés de TF1 et de LCI